# Tiefenbach (Striegistal)
Tiefenbach war eine Gemeinde im sächsischen Landkreis Mittweida, die von 1994 bis 2008 existierte. Sie lag am nordöstlichen Rand des Landkreises und grenzte unmittelbar an die Landkreise Döbeln und Meißen. Tiefenbach entstand aus dem Zusammenschluss der Orte Arnsdorf, Böhrigen, Dittersdorf, Etzdorf (mit Gersdorf), Marbach (mit Kummersheim) und Naundorf und war bis zum 30. Juni 2008 Teil der Verwaltungsgemeinschaft Striegistal. Seither sind die Orte Teil der vergrößerten Gemeinde Striegistal, die ebenfalls 1994 entstanden war. Der Name Tiefenbach stammt von einem Bachlauf, der die Gemeinde durchfließt.

## Geografie und Verkehr
Tiefenbach lag ca. 10 km südlich von Döbeln an der Striegis. Die B 169 führte im Westen des ehemaligen Gemeindegebietes durch Arnsdorf. Der Ort ist auch über die südlich verlaufende A 4 Anschluss Berbersdorf zu erreichen.
Angrenzende Orte waren die Stadt Hainichen sowie die Gemeinden Kriebstein, Rossau und Striegistal im Landkreis Mittweida, die Gemeinde Niederstriegis und die Stadt Roßwein im Landkreis Döbeln sowie die Stadt Nossen im Landkreis Meißen.

## Geschichte
Die Dörfer der einstigen Gemeinde Tiefenbach wurden vor der Stiftung des Klosters Alt-Zella im Jahr 1162 angelegt. Böhrigen wurde bereits in einer Urkunde aus dem Jahr 1183 genannt. Marbach wurde 1264, Etzdorf im Jahr 1314 erstmals urkundlich erwähnt. Die anderen Siedlungsnennungen erfolgen noch später. Im Jahr 1450 hinterlassen durchziehende Hussiten in der Gegend großen Schaden. 
Am 1. Januar 1994 schlossen sich die einzelnen ehemals selbständigen Gemeinden zur Gemeinde Tiefenbach zusammen. Seit dem 1. Juli 2008 sind die ehemaligen Ortsteile (Arnsdorf, Böhrigen, Dittersdorf, Etzdorf, Gersdorf, Kummersheim, Marbach und Naundorf) Teil der Gemeinde Striegistal im Landkreis Mittelsachsen.

## Einwohnerentwicklung
Entwicklung der Einwohnerzahl (31. Dezember):
| - 1998: 3847 - 1999: 3817 - 2000: 3779 - 2001: 3756 | - 2002: 3734 - 2003: 3672 - 2004: 3601 - 2005: 3556 | - 2006: 3511 |

 Datenquelle: Statistisches Landesamt Sachsen

## Wappen
Im Blau befindet sich ein silberner Wellenbalken, welcher die Bach- und Flussläufe in den Ortsteilen darstellt. Die darüber angeordneten drei goldenen Getreideähren symbolisieren die überwiegend landwirtschaftliche Nutzung der Gemeindeflächen.
Das darunter befindliche Symbol (schräg gekreuzte Schlägel und Eisen) verweisen auf den früheren Silberbergbau im ältesten Silberabbaugebiet von Sachsen.

## Sehenswürdigkeiten
- Segen Gottes Erbstollen in Gersdorf
- alte Schlossanlage, in der mit einer über 600 Jahre alten Edelkastanie (die älteste in Sachsen) in Gersdorf
- Landschaftsschutzgebiet Striegistal
- Naturschutzgebiet Aschbachtal
- Kirche Marbach
- Aussichtsturm Böhrigen

## Wirtschaft
Das Gebiet der ehemaligen Gemeinde ist hauptsächlich landwirtschaftlich geprägt. Durch den Bau des Windparkes Am Saubusch im Jahr 2000 entstand hier der größte landschaftsprägende Windpark in Sachsen.